# Vic Stanfield
Victor „Vic“ Stanfield (* 12. Mai 1951 in Mississauga, Ontario) ist ein ehemaliger kanadischer Eishockeyspieler.

## Karriere
Im Jahre 1976 wurde Vic Stanfield von seinem Freund Dick Decloe aus Kanada nach Krefeld mitgebracht. Vic Stanfield war ein Abwehrspieler der Extra-Klasse, mit außergewöhnlichen Offensivqualitäten. Dies zeigte sich in seiner überragenden Technik und Übersicht im Spielaufbau. Seine gewaltigen Schlagschüsse waren überall gefürchtet.
Nach dem Konkurs des KEV im Jahre 1978 wechselte Stanfield zu den Kölner Haien und wurde 1979 Deutscher Meister. Doch schon 1980 kam er zurück nach Krefeld.
Vic Stanfield wurde in Krefeld zum Eissport-Idol. 1988 wurde Stanfield feierlich verabschiedet, seine Rückennummer 4 wird ihm zu Ehren seitdem in Krefeld nicht mehr vergeben. Ab 1990 war er ein Jahr Trainer in Grefrath. Danach eröffnete er einen Golfplatz in Tilton, New Hampshire, USA.

## Erfolge und Auszeichnungen
- 1973 ECAC Rookie of the Year
- 1974 NCAA East First All-American Team
- 1975 NCAA East First All-American Team